# Veshnavah
Veshnavah (persiska: وشنوه, وِشناوِن) är en ort i Iran.   Den ligger i provinsen Qom, i den centrala delen av landet, 170 km söder om huvudstaden Teheran. Veshnavah ligger 2 006 meter över havet och antalet invånare är 405.
Terrängen runt Veshnavah är lite bergig. Runt Veshnavah är det ganska glesbefolkat, med 43 invånare per kvadratkilometer. Närmaste större samhälle är Qobād Bazn, 16,7 km nordväst om Veshnavah. Trakten runt Veshnavah består i huvudsak av gräsmarker.